# Mouvement Syndical Unifié
De Mouvement Syndical Unifié (MSU), in het Nederlands Geünifieerde Vakbonden, was een Belgische vakbond tijdens de Duitse bezetting en de Tweede Wereldoorlog die voornamelijk actief was in de Luikse metaalindustrie. De voorzitter was André Renard en het ledental bedroeg op haar hoogtepunt 59.535.
De MSU, aanvankelijk Mouvement Métallurgiste Unifié, stond voor begrippen als syndicale eenheid, politieke ongebondenheid, strijdsyndicalisme in combinatie met economische structuurhervormingen en arbeiderscontrole. Dit blijkt onder andere uit het document "Pour la révolution constructive" geschreven door André Renard, waarin hij pleit voor de arbeidseenheid ten overstaan van het kapitalisme. In het  najaar van 1943 sloten de Syndikale Strijdkomitees uit de Luikse metaalindustrie zich aan bij de MSU van Renard. Daarnaast was er nog de Mouvement des délégués des usines métallurgiques de Charleroi, een beweging die nauw aanleunde bij de MSU van Luik.
Tijdens het fusiecongres van 28 en 29 april 1945 besloot de Mouvement Syndical Unifié te fusioneren met het Belgisch Vakverbond (BVV), het Algemeen Geünifieerd Syndicaat der Openbare Diensten (ASOD) en het Belgisch Verbond der Eenheidssyndicaten (BVES) tot het Algemeen Belgisch Vakverbond (ABVV). Het fusiecongres was er gekomen na een voorstel van de BVES om een gemeenschappelijk bureau op te richten met de BVV en voorzag oorspronkelijk in de oprichting van een Confederatie der Geünifieerde Vakbonden van België. Het BVV, bij monde van Joseph Bondas, wilde echter enkel meedoen als ook de MSU deelnam aan de gesprekken.